# Sherzod Husanov
Sherzod Alimovich Husanov (ur. 27 stycznia 1980 w Ferganie) – uzbecki bokser kategorii średniej, dwukrotny amatorski medalista mistrzostw świata. W 2001 roku otrzymał tytuł „Zasłużonego sportowca Republiki Uzbeskitanu” (Oʻzbekiston Respublikasida xizmat koʻrsatgan sportchi), a w 2002 roku – tytuł „Dumy Uzbekistanu” (Oʻzbekiston iftixori).

## Kariera amatorska
W 2000 roku startował na igrzyskach olimpijskich w Sydney, w wadze półśredniej. W 2 rundzie pokonał go Vitalie Gruşac, który zdobył brązowy medal.
W 2001 roku podczas mistrzostw świata w Belfaście zdobył brązowy medal w wadze półśredniej.
W 2003 roku podczas mistrzostw świata w Bangkoku zdobył brązowy medal w wadze półśredniej. W finale pokonał go Lorenzo Aragón.
W 2004 roku startował na igrzyskach olimpijskich w Atenach. Odpadł w ćwierćfinale, przegrywając z brązowym medalistą tych igrzysk Olegiem Saitowem.

## Kariera zawodowa
Jako zawodowiec zadebiutował 6 stycznia 2007 roku, pokonując jednogłośnie na punkty Fayzullo Ahmedova. Do końca 2010 roku stoczył jeszcze 14 pojedynków, z czego 13 wygrał i 1 zremisował, zdobywając tytuły: WBC Asian Boxing Council, WBO Ascia Pacific i WBC International.